# جاك برايس
جاك برايس (بالإنجليزية: Jack Price)‏ (19 ديسمبر 1992 في المملكة المتحدة - ) هو لاعب كرة قدم بريطاني في مركز الوسط. لعب مع نادي ليتون أورينت ووولفرهامبتون واندررز ويوفل تاون.

## وصلات خارجية
- جاك برايس على موقع الدوري الأمريكي (الإنجليزية)
- جاك برايس على موقع قاعدة بيانات كرة القدم.إي يو (الإنجليزية)
- جاك برايس على موقع Soccerbase.com (لاعب) (الإنجليزية)
- جاك برايس على موقع Soccerway.com (الإنجليزية)
- جاك برايس على موقع عالم كرة القدم.نت (الإنجليزية)